# 홍익공업전문대학
홍익공업전문대학(弘益工業專門大學)은 서울특별시 마포구에 있었던 사립 전문대학이다.

## 연혁
- 1963년 : 홍익공예고등전문학교로 개교[1]
- 1967년 : 홍익공업고등전문학교로 변경
- 1971년 : 홍익공업전문학교로 변경
- 1979년 : 홍익공업전문대학으로 개편
- 1989년 : 홍익대학교 조치원캠퍼스(현 세종캠퍼스) 설치로 인하여 폐교[2][3]

## 폐교 이후
폐교 이후, 홍익공업전문대학 건물은 이랜드그룹 사옥으로 쓰다가, 본사 이전 후 청년 임대주택 사업을 위해 철거되었다.

## 같이 보기
- 홍익대학교